# Svet, ki speče konju cvet
Svet, ki speče konju cvet (z angleškim naslovom A Universe That Roasts Blossoms for a Horse) je tretji studijski album slovenske avantgardne etno glasbene skupine Širom, ki je izšel 30. avgusta 2019 pri nemških založbah tak:til in Glitterbeat.

## Glasba
O glasbi je Borka za revijo Mladina ugotovil: "'Namišljena ljudska' glasba je za površno opisovanje trojca primerna '(samo)oznaka'. Poleg očitnega, da zaobjame tehnično komponento delovanja – namreč, velik del glasbil, ki jih druščina uporablja, je izrazito folkaški –, jo lahko priročno beremo tudi kot ohlapno sklicevanje na 'zamišljene skupnosti' irskega družboslovnega misleca Benedicta Andersona."
Politolog Benedict Anderson je v svoji knjigi Zamišljene skupnosti iz leta 1998 namreč opisal narod skozi koncept "zamišljene skupnosti", namreč skupnosti, ki kot skupnost obstaja le, kolikor si njeni člani "zamišljajo", da so del iste skupnosti. Sociolog Jože Vogrinc je v spremni besedi k slovenski izdaji zapisal: "Glavna teza je v misli, da je nacija skupnost, ki so si jo njeni člani lahko zamislili šele s pomočjo knjig in časopisov, natisnjenih v njihovem skupnem jeziku, njihove komunikacijske prakse pa je mogoče obravnavati kot proces produkcije razmeroma trajnih zgodovinskih skupnosti, ki opremljajo posameznike z njihovo družbeno identiteto." Komentar se nanaša na protislovje skupine Širom, ki se poslužuje forme ljudske oz. etno glasbe, ne da bi ta temeljila na etnični tradiciji – namesto tega avtorji improvizirajo v slogu jazz glasbe.

## Kritiški odziv
Odziv na album je bil pozitiven, album pa je bil deležen tudi pozornosti tujih medijev. Za Radio Študent je Mario Batelić album zoperstavil prejšnjima dvema: "Če so nas zvoki s prejšnjih albumov zlahka posrkali vase in nas spodbudili v dejavno sanjarjenje ali sproščeno kontemplacijo, nas pet skladb z novega albuma prej ko ne premakne v stanje čuječnosti, pozornega poslušanja." Borka je za Mladino v svoji recenziji zapisal: "Že s prvencem I. in potem prelomnim nadaljevanjem Lahko sem glinena mesojedka se je hitro utrdil kot izrazito izviren, avtorski ustroj."
Ob koncu leta je bil album uvrščen na prvo mesto na seznam Domače naj Tolpe bumov™ leta 2019, seznam najboljših slovenskih albumov leta.

### Priznanja
| objava                   | uvrstitev | seznam                            |
| ------------------------ | --------- | --------------------------------- |
| Radio Študent            | 1.        | Domače naj Tolpe bumov™ leta 2019 |
| Beehype                  | -         | Best albums of 2019               |
| Balkan World Music Chart | 4.        | Top 10 of 2019                    |

## Seznam pesmi
Vse pesmi so napisali Ana Kravanja, Samo Kutin in Iztok Koren.
| Št.             | Naslov                                     | Naslov v angleščini                                | Dolžina |
| --------------- | ------------------------------------------ | -------------------------------------------------- | ------- |
| 1.              | „Spran fantič iz vreče žabje vzema fosile‟ | "A Washed Out Boy Taking Fossils from a Frog Sack" | 2:43    |
| 2.              | „Prekaljen v dlan prime ključ‟             | "Sleight of Hand with a Melting Key"               | 15:17   |
| 3.              | „Utrip izloča svoje brate in sestre‟       | "A Pulse Expels Its Brothers and Sisters"          | 9:26    |
| 4.              | „Brez velike verjetnosti objema‟           | "Low Probability of a Hug"                         | 7:50    |
| 5.              | „Enako kot katere se je komaj spomnila‟    | "Same as the One She Hardly Remembered"            | 8:29    |
| Skupna dolžina: | Skupna dolžina:                            | Skupna dolžina:                                    | 43:43   |

## Osebje
Širom
- Ana Kravanja – violin, viola, ribab, gejčak, balafon, bendir, flavte, razni predmeti, vokal
- Samo Kutin – ikitelia, hurdy gurdy, tampura brač, lira, melodika, zvončki, tolkala, razni predmeti, vokal
- Iztok Koren – banjo, tristrunski banjo, balafon, gamelan, tank boben, tolkala, razni predmeti

Tehnično osebje
- Janez Križaj – snemanje
- Boštjan Janežič – snemanje
- Chris Eckman – miks
- Gregor Zemljič – mastering
- Marko Jakše – oblikovanje naslovnice